# Ramaria stuntzii
Ramaria stuntzii är en svampart som beskrevs av Marr 1974. Ramaria stuntzii ingår i släktet Ramaria och familjen Gomphaceae.   Inga underarter finns listade i Catalogue of Life.